# Лілі Орсаг
Лілі Орсаг (англ. Lili Ország; при народженні Oesterreicher; нар. 8 серпня 1926, Ужгород — 1 жовтня 1978, Будапешт, Угорщина) — угорська художниця, графік, дизайнерка ляльок.

## Життєпис
Лілі Орсаг у 1937 році, у віці 11 років, вирішила стати художницею, навчившись малювати у Міклоша Розенберга. Виконувала малюнки вугіллям, натюрморти, скульптури. Літо провела у бабусі у Венеції. ЇЇ дядько лікар займався містикою, яка мала на неї великий вплив. У 1944 році Лілі закінчила Ужгородську школу, крім угорської, володіла і читала чеською, словацькою, німецькою, англійською, італійською та івритом.
У 1945 році була прийнята до коледжу образотворчих мистецтв у Будапешті (з 2001 року має назву Угорський університет образотворчого мистецтва), де разом зі своїми вчителями (Іштван Сьоньї, Роберт Берені, Лайош Сентиваньї) подружилася з Яношем Пілінським. У 1948 році 22 січня Лілі змінила прізвище Остеррейхер на Орсаг (угорскою).
Після закінчення коледжу з 1950 по 1954 рік працювала художником-декоратором у Державному театрі ляльок у Будапешті. 1950 року 20 травня вийшла заміж за вчителя-дефектолога Дьєрдя Майлата.
У 1954—1960 роках ілюструвала дитячі журнали, збірки оповідань, молодіжні романи, створювала лялькові сценографії. З 1960 року і до самої смерті залишалась декоратором і костюмером Державного театру ляльок, завідувачка майстернею живопису. Працювала з Вірою Броді та Іваном Коосом. Тут вона познайомилася з художниками Європейської школи Деже Корнісом, Йозефом Яковіцем, Анною Маркус та у 1953 році з Ендре Балінтом, якого вважала її майстром.
Літо 1956 року провела у Болгарії, де на її живопис справила великий вплив слов'янська ікона. Між 1968 і 1974 роками кілька разів відвідала Неаполь і Помпеї, де знайшла міф, близький її картинному світу.
1978 року у червні переїхала на нову однокімнатну квартиру у Замковому кварталі, тут вона і померла 1 жовтня.

## Мистецтво
ЇЇ ранні роботи були переважно акварелі, що відображали вплив Сьоньї («Пташиний двір», 1948; «Сільське кладовище», 1949). Між 1952 і 1957 роками вона писала сюрреалістичні картини, що відображали вплив Рене Магрітта та Джорджіо де Кіріко («Маленька дівчинка перед стіною», 1955; «Тривога», 1955; «Жінка перед стіною», 1956). Спочатку вона робила кілька паперових колажів робіт, цей прийом вона використовувала всю живописну творчість.
У 1957—1959 роках під впливом поїздки до Болгарії вона намалювала її культові картини, у цих творах свідомо і чітко увічнюються спогади про минуле, стародавні міста як пам'ятки («Єрусалимська стіна», «Персеполь»,  «Реквієм на семи скрижалях пам'яті зруйнованих міст і людей»). Це  наблизило її мистецтво до творчості Лайоша Вайди та його кола, які своїм барвистим, трансцендентним сяйвом перевели увагу цінувальників від сюрреалістичних творів із реалістичними зображеннями до живописного світу зі строгим, конструктивним простором, головними темами якого були міські пейзажі, плани поверхів та міські стіни.
Після її поїздки до Праги у 1962 році, через натхнення надгробками єврейського цвинтаря, стилізовані єврейські письмена стали центральним мотивом її картин. На потертих часом каменях її картин вони виступали то з різко окресленою конкретністю, то з тонкою, скрупульозною пластикою, з ледь помітною розмитістю («Вихід», «Писання на стіні»,  «Молитва за померлих»).
Між 1973 і 1978 роками Лілі написала свою підсумкову основну роботу, серію «Лабіринт», що складається з 48 картин-панно, в яких вона зображує досвід стародавнього міфу в сьогоденні, позачасовість історії та мистецтва, використовуючи раніше розроблені засоби живопису та мотиви (Будинок блакитних дзеркал,  Ікар,  Очікування,  Чорний образ із старовинним знаком та інші).
Замість візуального живопису її інтерес повернувся до метафізично натхненного сюрреалізму. Проте її унікальна нефігуративність позбавлена можливості абсурдних асоціацій. Її повторювані мотиви — давнє, історичне минуле, матеріальні та духовні залишки та фрагменти минулих культур, зруйновані міста, які перестали існувати, і які сповіщали про світле минуле, і стіни, що пробуджують ув'язнення, самотність і страх.

## Хронологія творчості
Найбільш відомі твори
- 1952 — Коро
- 1955 — Жінка в чорному перед фабрикою, Маленька дівчинка перед стіною, Земля і Місяць
- 1956 — Жінка перед стіною, Вулиця в замку, Жінка в білому, Вівтар, Вифлеєм, Корпус, П'єта, Святий Георгій, Шаль Вероніки
- 1957 — Ортопедичне взуття, Memento
- 1959 — Тюрма і вівтар, Монотипії надгробків, Вавилонська вежа
- 1962 — Стіни Єрусалиму
- 1963 — Реквієм, (7 панелей)
- 1965 — Місто з епохи царів, Шабаш
- 1965 — Метрополіс, Геліополь, Персеполь, Висячі сади, Крилаті ворота
- 1966 — XX. століття фреска, Зародження писемності, Катакомби, Колони
- 1967 — De profundis, Плач, палацовий флігель, Скам'яніла скарга, Попис на стіні
- 1968 — Стіна Помпеї, Триптих з коптськими літерами, Сучасне минуле, Скляні вікна собору
- 1969 — Румунський Христос, композиції lkonfal, серія «Римська стіна», Метаморфоза письма, Лабіринт (триптих), Плач, Сторінки історії, Візантія, що сміється
- 1970 — Римські голови, Стіна ікон, Біла картина, Папірус, Карти, Скляні вікна
- 1971 — Ворота лабіринту, Строфи, Вітражі, Місто та його минуле
- 1972 — Двері, що відкриваються в минуле
- 1974 — Серіал «Лабіринт».
- 1975 — Палац з двома лежачими статуями, Аріадна, серія Лабіринт
- 1976 — Будинок блакитних дзеркал, Фігура, що сидить і йде, Викликаючи минуле, Стіни, Дім таємниць
- 1977 — Ніколи раніше не бачений календар з годинником, фігурою, що сидить і відходить
- 1978 — Чорне зображення зі старовинним знаком, Король і Королева

## Роботи, які знаходяться в публічних колекціях
- Музей Ференци, Сентендре
- Галерея Метрополітен, Будапешт
- Музей Отто Германа, Мішкольц
- Музей Святого Іштвана Кінга, Секешфегервар
- Музей Ізраїлю, Єрусалим
- Музей Паннонія Януса, Печ
- Музей Лачко Д., Веспрем
- Угорська національна галерея, Будапешт
- Художня галерея Сомбатхей, Сомбатхей

## Виставки

### Індивідуальні виставки
- 1957 — Мистецький клуб Фешек, Будапешт
- 1966 — Hadassa «K» Klatchkin Gallery, Тель-Авів
- 1967 — Музей Іштвана Кіралі, Секешфегервар
- 1968 — Культурний центр Ракослігет, Будапешт
- 1969 — Galleria d'arte II Babuino, Рим
- 1971 — Художня галерея Дьйор
- 1972 — Музей Іштвана Кіралі, Секешфегервар • Ронделла замку Діошдьор
- 1973 — Дунауйварош
- 1974 — Мистецький клуб Фешек, Будапешт
- 1976 — Atelier Mensch, Гамбург
- 1977 — Galleria d'arte moderna Viotti Torino, Угорська національна галерея, Будапешт
- 1978 — Atelier Mensch, Гамбург
- 1979 — Художня галерея, Будапешт, Salzburger Kunstverein, Traklhaus
- 1980 — «Лабіринт», Музей історії Будапешта
- 1981 — картини Лілі Орсаг у колекції Яноша Василеску та молодшого, Яноша Василеску, Будинок культури Шарвар
- 1983 — «Крик», клуб Fészek, Herman Hall, Будапешт
- 1986 — Культурний центр, Маркалі
- 1987 — Картини Лілі Орсаг у колекції Клуж-Напока, Музей Тіхань
- 1988 — Графіка, галерея Somogyi, Капошвар
- 1991 — Галерея Szolnok, Театр Моріча Жигмонда, Ніредьгаза
- 1993 — Будинок мистецтв, Печ, Колекція Василеску • Музей Святого Іштвана Кіралі, Секешфегервар
- 1995 — Твори Лілі Орсаг у колекції Клуж-Напока, галерея Дьюла Надь, Варпалота, Колажі Лілі Орсаг, Меморіальний музей Лайоша Кассака — замок Зічі, Будапешт
- 1997 — Музей Маркі Шандора, Саркад
- 2002 — Камені, Галерея Метрополітен — Музей Кішеллі, Будапешт
- 2003 — Галерея міста Мішкольц Художній музей, Стіни, Будапештська галерея
- 2016 — «Тінь на камені — Мистецтво Лілі Орсаг», Національна галерея Угорщини

## Більше інформації
- ArtPortal.hu
- Біографія Лілі Орсаг
- Обговорення за столом… – Єврейсько-християнський діалог про мистецтво Лілі Орсаг Archiválva 2018 рік від 8 вересня на Wayback Machine. Співрозмовники: Тамаш Фабіні, Габор Фіналі та Адам Галамбош (з відео)